# 西貢東郊野公園

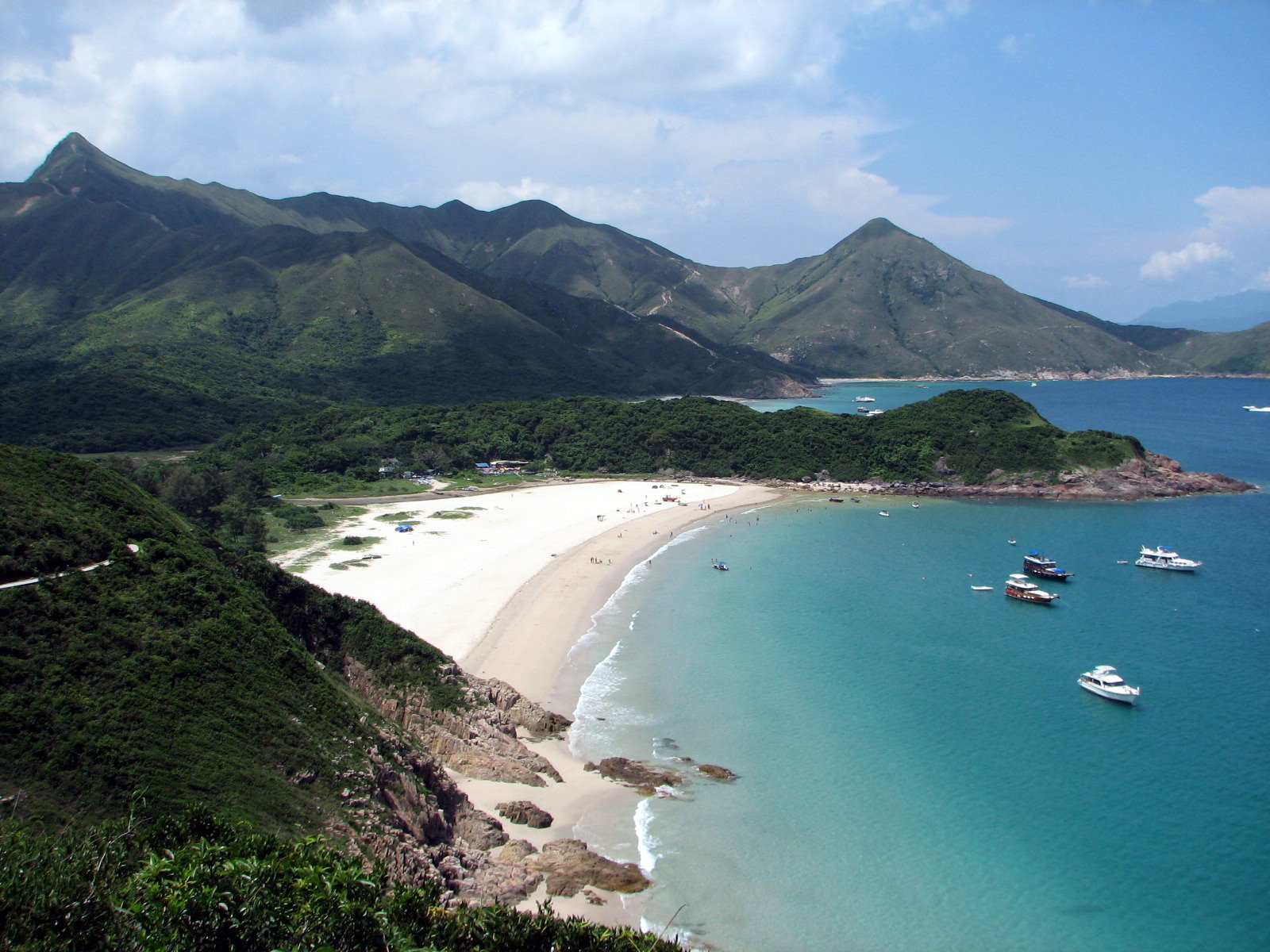
咸田灣，左後方的山峰是蚺蛇尖

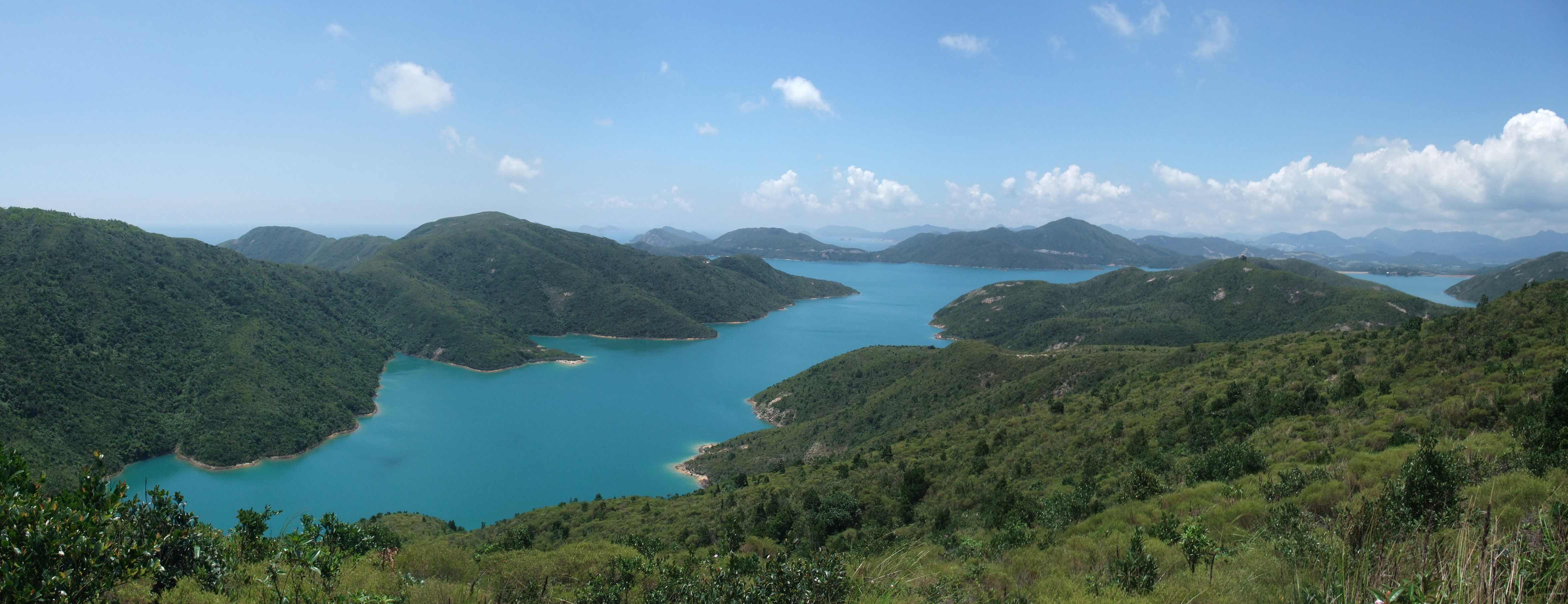
萬宜水庫獨孤山至橫頭墩全景圖

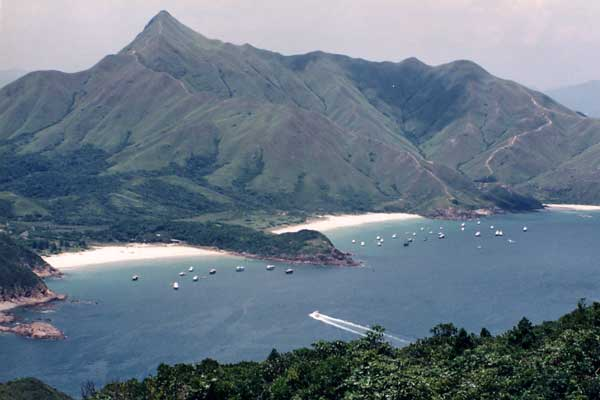
眺望一尖四灣

西貢東郊野公園（英語：Sai Kung East Country Park）位於香港東部的西貢半島，成立於1978年，北潭路以東的整個地區，包括了萬宜水庫一帶、糧船灣洲、大浪灣、北潭坳、上窰及黃石碼頭一帶，均屬於西貢東郊野公園範圍之內，面積達4477公頃，從西至東平均長約7公里，從南至北的最長處足有11公里，位列全港第四。郊野公園內的地貌和植被最為豐富多樣，其中大部份地方仍未受發展影響，風景優美，景點多不勝數，有香港後花園之美譽。

## 地質

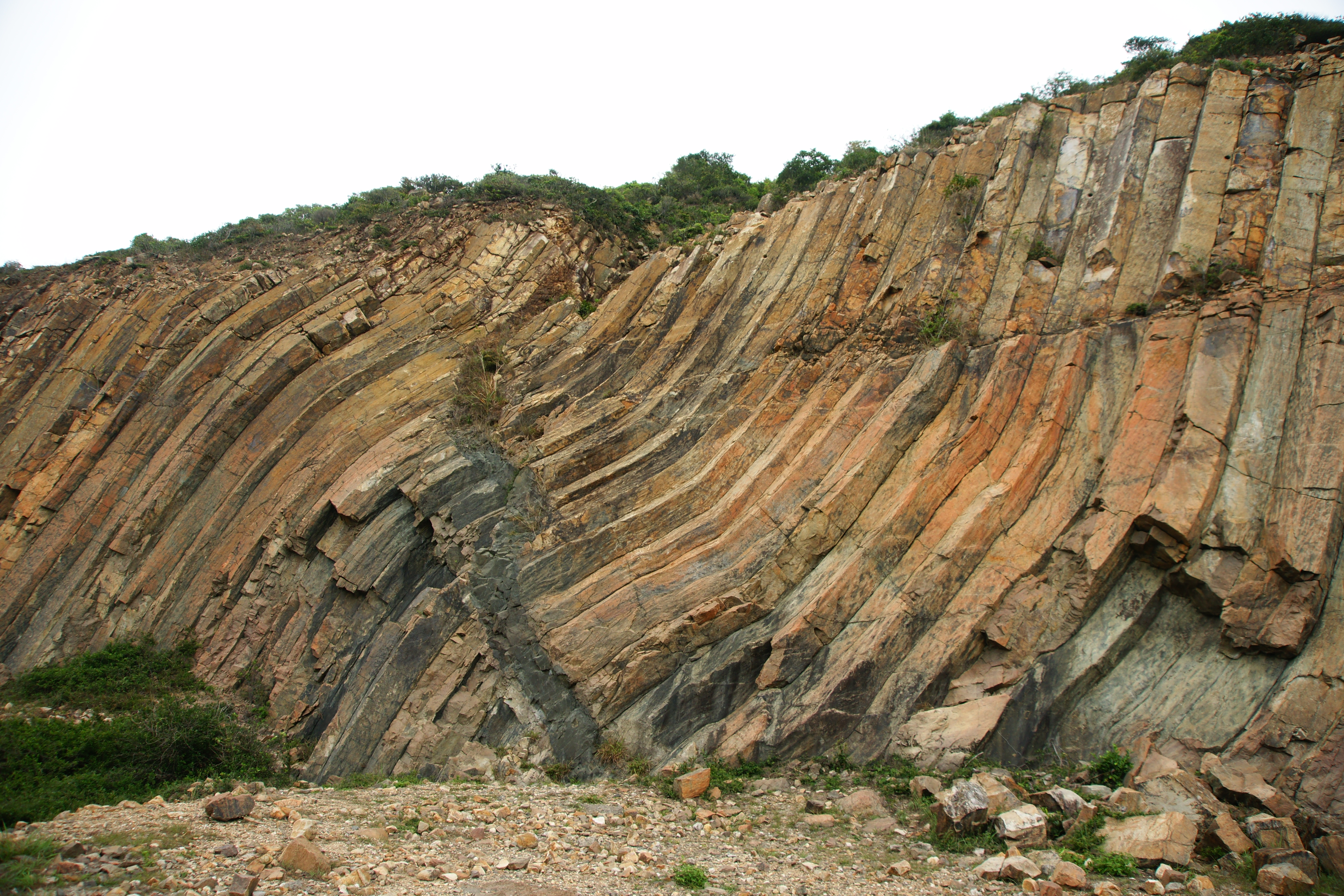
扭曲的六角柱狀凝灰岩，位於萬宜東壩附近

### 東南部
西貢東部的自然地貌主要由遠古火山活動塑造而成。糧船灣一帶有一座糧船灣超級火山，大約1億7千萬至1億5千萬年前的侏羅紀中期的火山活動變得活躍，火山口和火山噴道冒出熔岩，並發生火山爆發。火山活動留下巨大的凹陷地，稱為糧船灣破火山口。極熱的火山火山灰、石塊和礫石彈至半空，碎屑墜落地面後填入這個直徑大約20公里的凹陷處，構成最少400米厚的灰層，當中的物質緩慢冷卻和收縮成柱狀節理，形成今日所見獨特的「淺水灣組」火山岩地層，遍布西貢東部和西部。
萬宜水庫南北兩岸、西貢半島東的中部大部分及其東岸都是典型的火山岩地形，布滿由酸性熔岩形成的岩層。這些熔岩冷卻後凝固，呈垂直六角形晶體狀，經過歲月的洗禮，成為今天所見的六邊形岩柱。這種顆粒幼細的岩石稱為流紋岩，由熔岩迅速冷卻而成，成為西貢半島最獨特的地質特徵，此區域已被列為香港聯合國教科文組織世界地質公園的糧船灣景區。

### 東北及西北部
西貢半島的東北和西北部亦屬火山岩地質，但與西貢中部種類不盡相同，主要由含熔岩的火成碎屑岩；西部地區（北潭路附近）的山丘則主要由狀酸性熔岩和熔結凝灰岩組成。

## 海岸與海灣

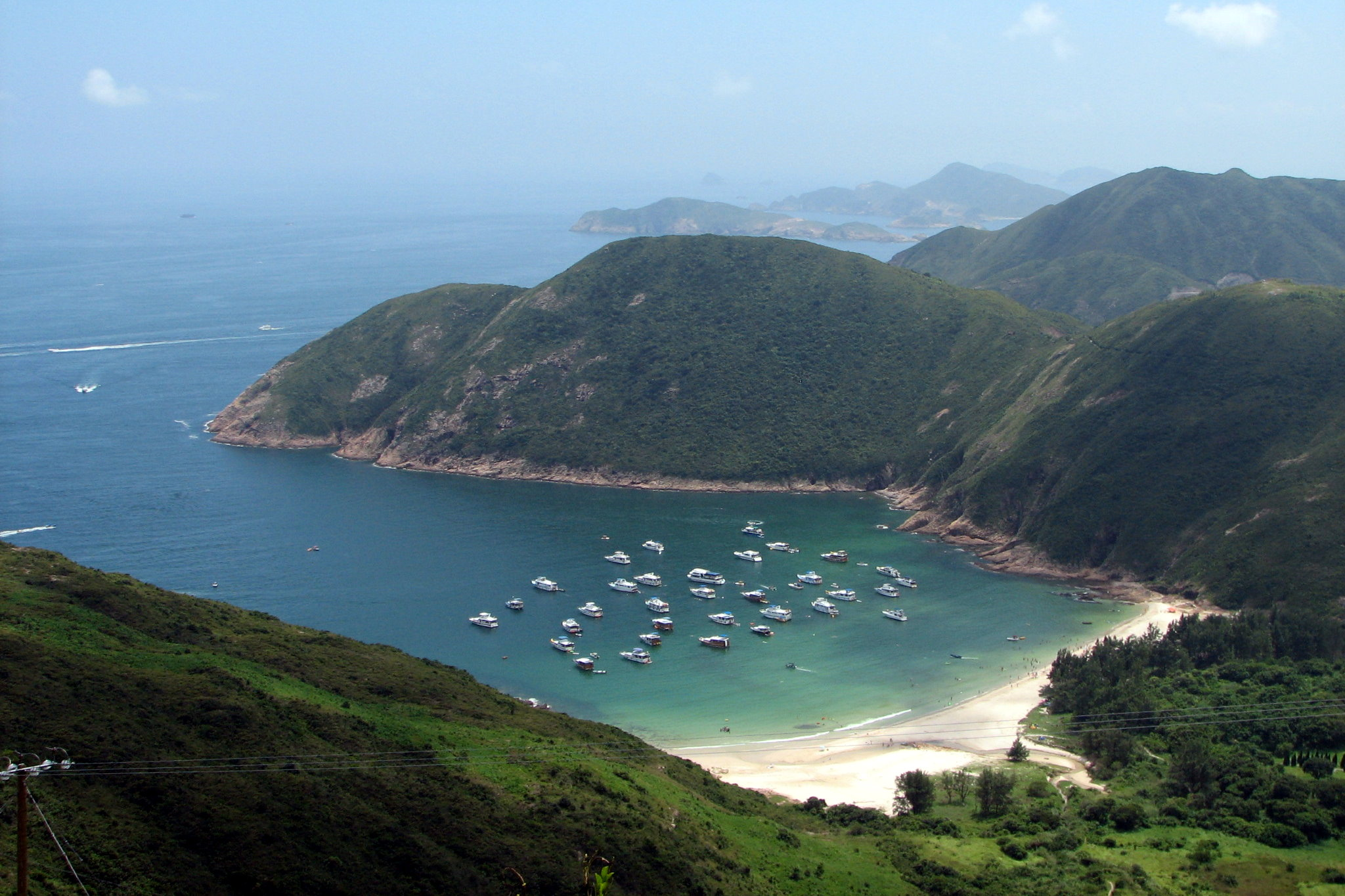
浪茄灣

香港所有海岸都是冰河時期後海洋水位高漲而成，當中西貢東岸便最具代表性。海岸經歷數千萬年的海浪侵蝕，海岸線變得曲折，形成許多港內小灣、崖壁、海蝕洞、海蝕柱和海蝕拱。
西貢東郊野公園為香港擁有最多海灣的一個郊野公園，擁有全港最著名的四大名灘─—西灣、鹹田灣、大灣及東灣，加上附近的浪茄灣、白腊灣及蚺蛇灣等，均以水清沙幼而聞名。
西貢半島有三個大岬角延伸入海，位於東南端的罾棚角咀、東北角的大浪咀及北端的蛋家灣均約長兩公里。岬角的岩質較為堅固，較能抵受海浪侵蝕，漸漸形成延伸出海的美麗景色。

### 大浪灣
西貢東部沿海一帶，面向東南，沒有陸地遮擋，源自太平洋的大風浪的持續撞擊海岸，加上漲退潮的落差極大，海浪以巨大的力量在較易風化的岩石上不斷侵蝕，並將擊碎了的石塊沖走，逐漸形成內灣；其後，內於內灣水流變緩，被侵蝕至粉碎的沙粒便在內灣中堆積，形成沙灘。較堅硬的岩石則有較強抗蝕力，較能抵禦風浪，成為突出的岬角。大浪灣的岩體強弱相間，形成今日所見的大浪四灘。

### 咸田灣和大灣
鹹田灣和大灣是香港其中兩個最大的海灘。兩灘特徵相似，分別由兩級沙灘組成：較近海邊的沙灘呈白色，潮水高漲時有可能被海水浸沒，是近代堆積而成；沙灘後方有寬闊的綠色地帶，離海較遠，地勢較白沙灘為高，其實這是一條在古時形成的沙壩，是由沙組成、狀似堤壩的地貌。後來海平線相對下降，流經沙壩的河水及地下水漸漸降低沙土的鹽分，在上面生長的植物越來越豐富，部分地帶更長出樹木和草地。沙壩出現後，由於河流的水被困於沙壩後方，形成潟湖，逐漸變成沼澤，部分更被開墾作農耕用途。

## 山峰

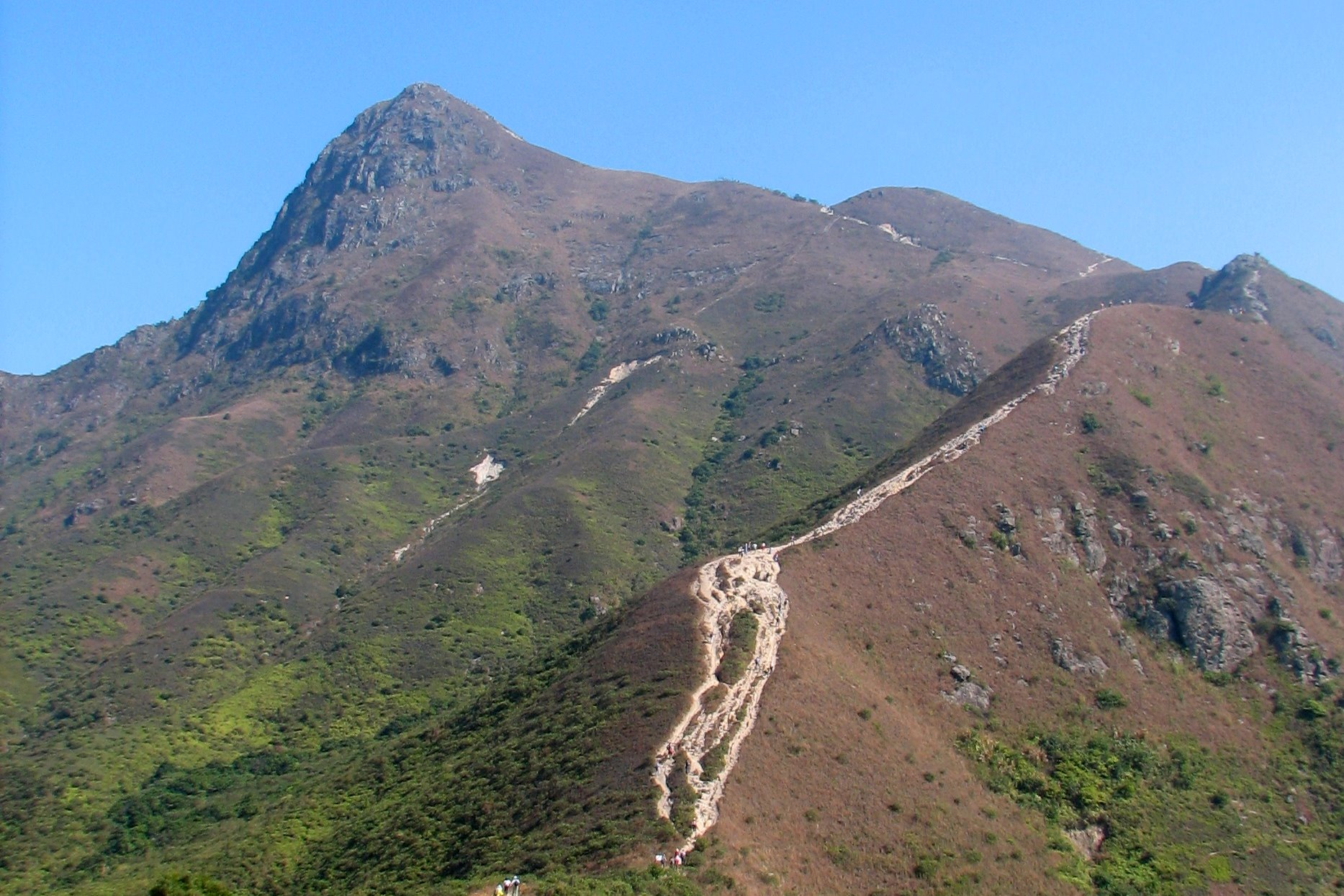
蚺蛇尖

相對香港其他地區比較，西貢的山峰較小和低矮。區內最高的山峰是位於西貢半島東北部、高468米的蚺蛇尖。區內其餘的主要山峰有大枕蓋(408米)、牌額山(380米)、大蚊山(370米)、西灣山(314米)等。

### 蚺蛇尖
蚺蛇尖屬火成碎屑岩，頂峰被嚴重侵蝕風化，山勢陡峭碎石遍佈，山徑崎嶇難行，被遠足人士稱為「香港三尖之首」。由於其輪廓突出，尖削的頂峰外型獨特，吸引大批本地以至海外的旅遊人士慕名攀登。

## 生態
西貢東郊野公園的山區多草原，草原上的主要草類為石珍芒、鴨嘴草及鐵芒箕。野牡丹、桃金娘（崗棯）、崗松、細齒葉柃及大頭茶亦常見於灌木叢中。一些稀有植物品種，如吊鐘花、山百合、羅漢松等亦生長在公園內。
白頭鵯、褐翅鴉鵑（毛雞）、大山雀、暗綠繡眼鳥（相思）和喜鵲等雀鳥，常在樹木較茂密的地方棲息。古村旁的風水林則為一些冬季候鳥所喜愛，例如從中國南下的鶇類。翠鳥（釣魚郎）則經常在河溪覓食。此外，大部分體形較大的野生動物多是晝伏夜出，所以甚少被人發現。在這區曾發現有箭豬、穿山甲、果子狸、中國豹貓、野豬及蟒蛇出沒。

## 歷史文物

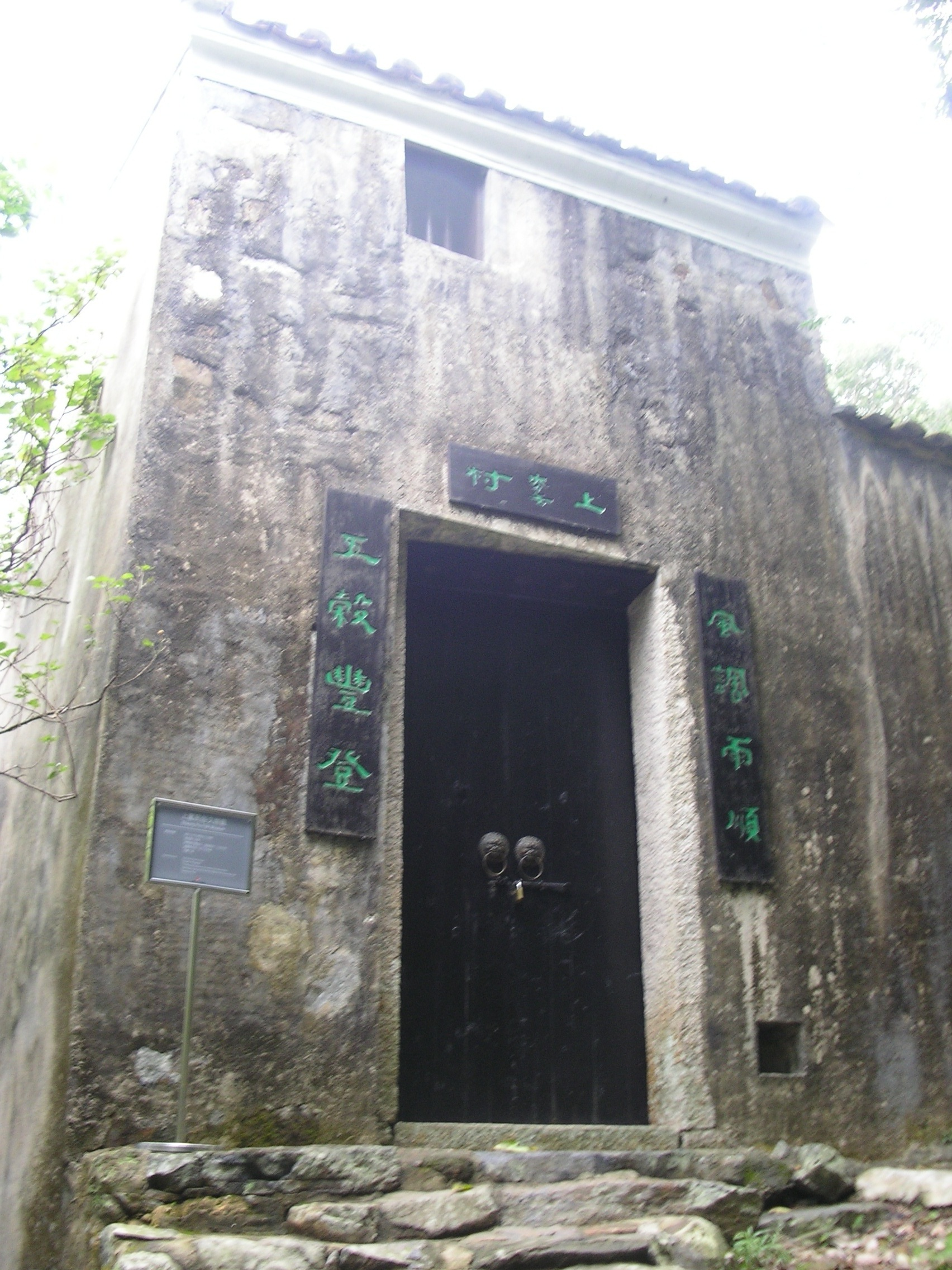
上窰民俗文物館

西貢東郊野公園內有多條古村，包括建於19世紀末的客家村落上窰村，現已被列為法定古蹟及改建成上窰民俗文物館供遊客參觀；超過250年歷史的大浪村(已被列為二級歷史建築)、及超過150年歷史的咸田村(已被列為二級歷史建築)仍尚算完整，見證西貢村落的發展。區內聚居點亦遺下了不少宗教建築，例如位於糧船灣東丫、建於乾隆年間(1741年)的糧船灣天后宮(已被列為三級歷史建築)，及位於大浪村、約建於1867年的聖母無原罪小堂 (已被列為三級歷史建築)，反映當時西貢居民的信仰習俗。

## 景點及設施

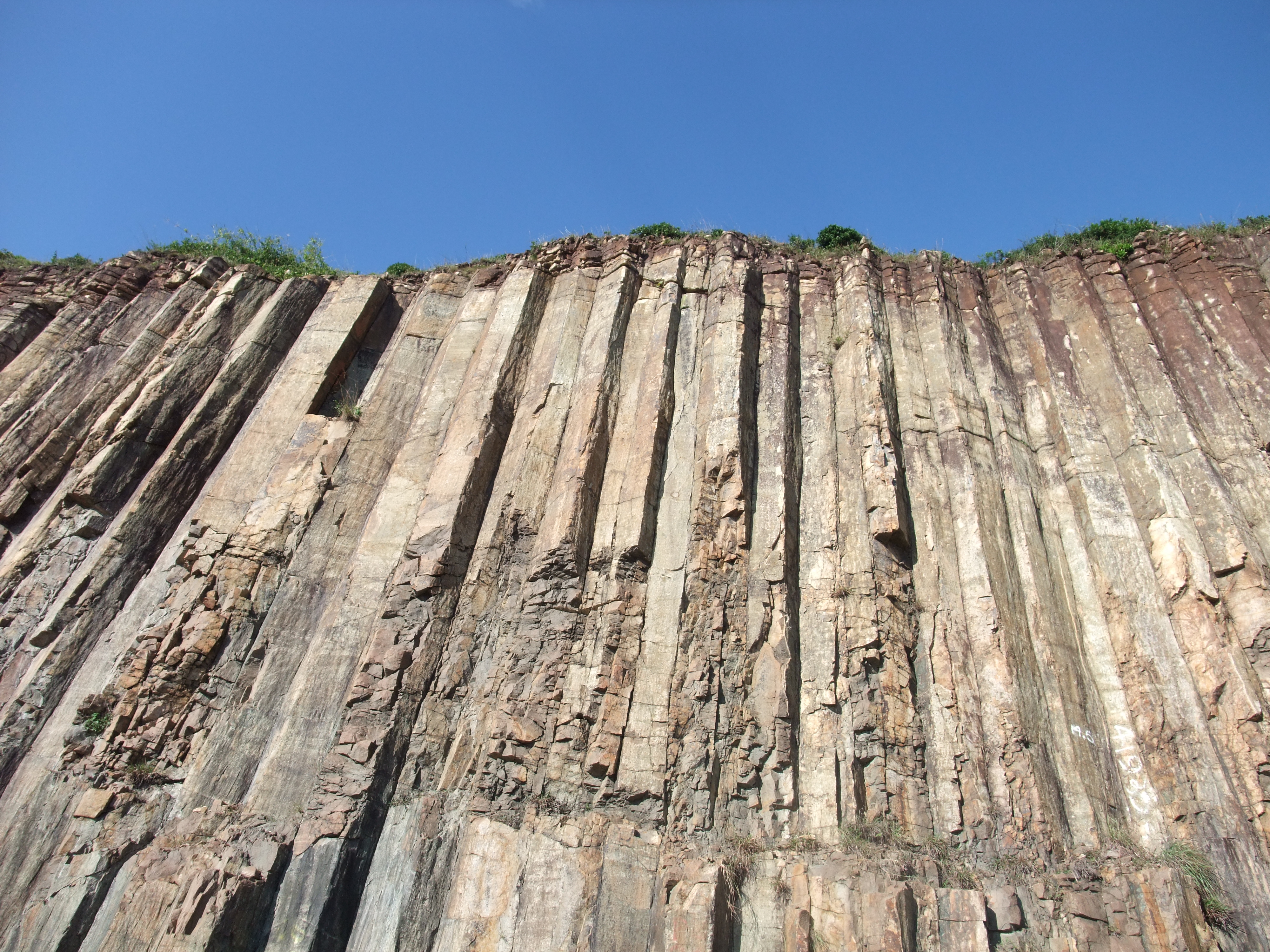
萬宜東壩的六角柱狀凝灰岩，位於西貢火山岩園區內

### 香港聯合國教科文組織世界地質公園
西貢火山岩園區主要位於西貢東郊野公園內，特色為六角形岩柱群和海岸侵蝕地貌。這些六角形的岩柱群是現時所知世界上面積和體積最大的，積類為凝灰岩，由酸性火山灰構成。岩柱體積粗大，直徑平均達1.2米。與之相比，北愛爾蘭著名的世界遺產巨人堤道六角形岩柱，岩石直徑只得0.5米。

### 萬宜水庫

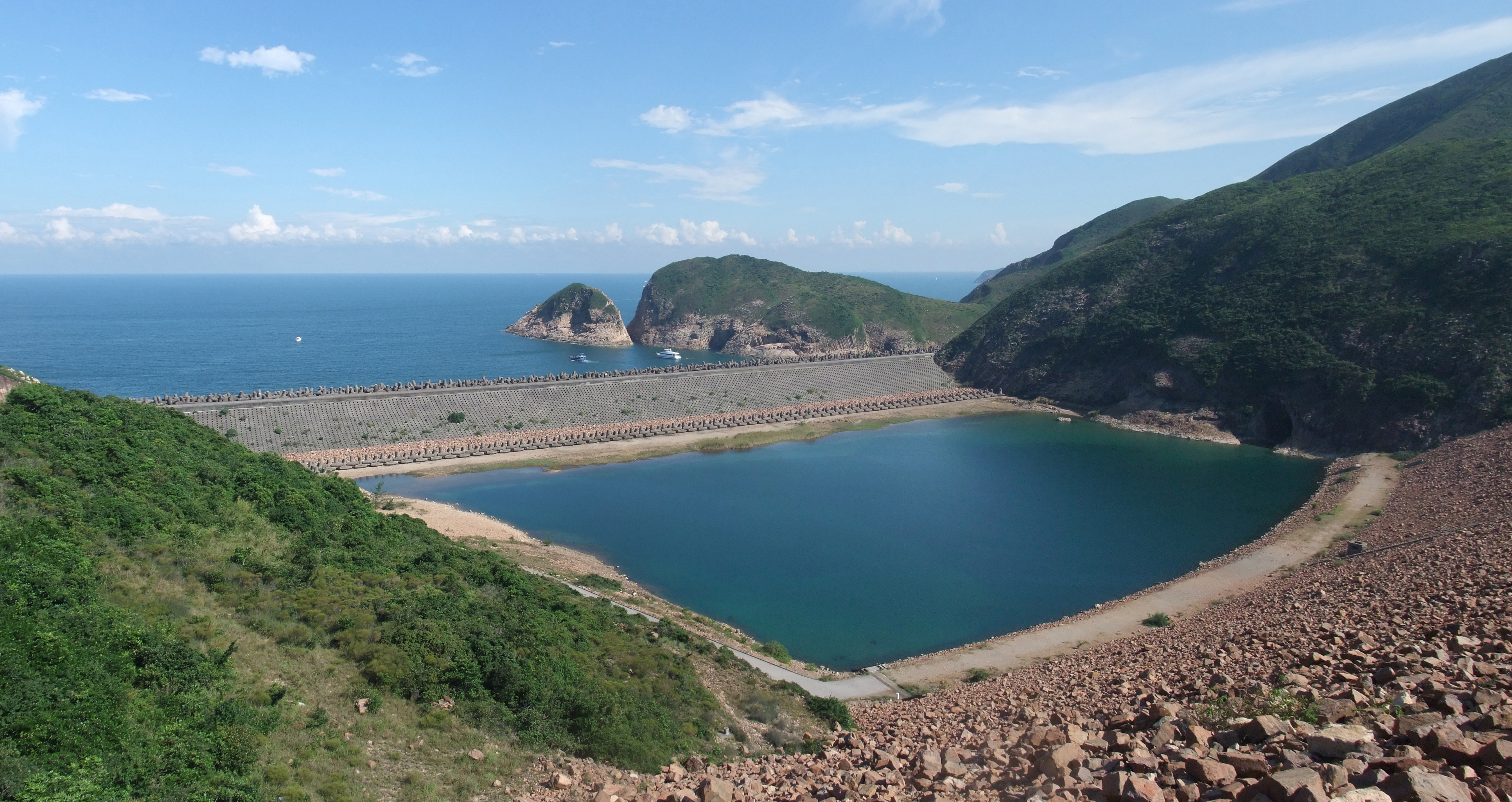
萬宜水庫東壩以及其巨大的錨形石防波副堤（弱波堤）

萬宜水庫位於西貢東郊野公園內，是香港儲水量最大的水庫，容量達2.81億立方米。萬宜水庫的工程計劃1969年展開，1978年完工。建築工程艱鉅而龐大，其兩座主壩更是香港水塘發展史上最偉大的建築，兩座巨型大壩把官門海峽與海洋隔開，是全球首個以大壩圍封天然海岸而成的超級水庫。兩座大壩比海平面高出64米，從地基量度則高逾100米。

### 上窰民俗文物館
博物館位於北潭涌，佔地500平方米，原址是一條建於19世紀末原籍廣東寶安縣黃草嶺黃姓族人之客家村落──上窰村。全館以房舍、更樓、豬舍、牛欄、敞闊的曬坪和其他附設的建築結構為主題，陳列各種客家農具和家庭用品，重現上窰昔日的鄉村風貌。

### 麥理浩徑
麥理浩徑是香港最長的遠足徑，全長100公里，共分10段。首段在西貢東郊野公園內。第一段長10.6公里，始於北潭涌，沿萬宜水庫南路前進，終點為浪茄。第二段長13.5公里，起點位於浪茄，攀過多個山嶺至大浪灣，然後轉入內陸，經赤徑而抵達北潭凹。兩段路徑所經之處山明水秀，是整條麥理浩徑風光最美麗的路段。

### 遠足路徑
除麥理浩徑外，園內亦設有多條遠足徑，包括三條郊遊徑。鹿湖郊遊徑攀越牌額山及鹿湖，可遠眺清水灣半島萬宜水庫及馬鞍山的風光。北潭郊遊徑原為一條鄉村古道，沿途可欣賞美麗的滘西洲、鹽田仔、橋咀及釣魚翁的景色。上窰郊遊徑全段為平緩小徑，沿途可眺望斬竹灣、鹽田仔、滘西洲等西貢內海的風光。
此外，位於北潭涌的北潭涌自然教育徑提供了一個戶外教育場所，沿途可以學習到海灘濕地常見植物，如紅樹林及露兜樹等本地原生植物。上窰家樂徑及黃石家樂徑輕鬆易走，方便一家大小。大灘及黃石亦設立了有兩條樹木研習徑，沿途可觀賞有趣的樹木品種。

## 威脅

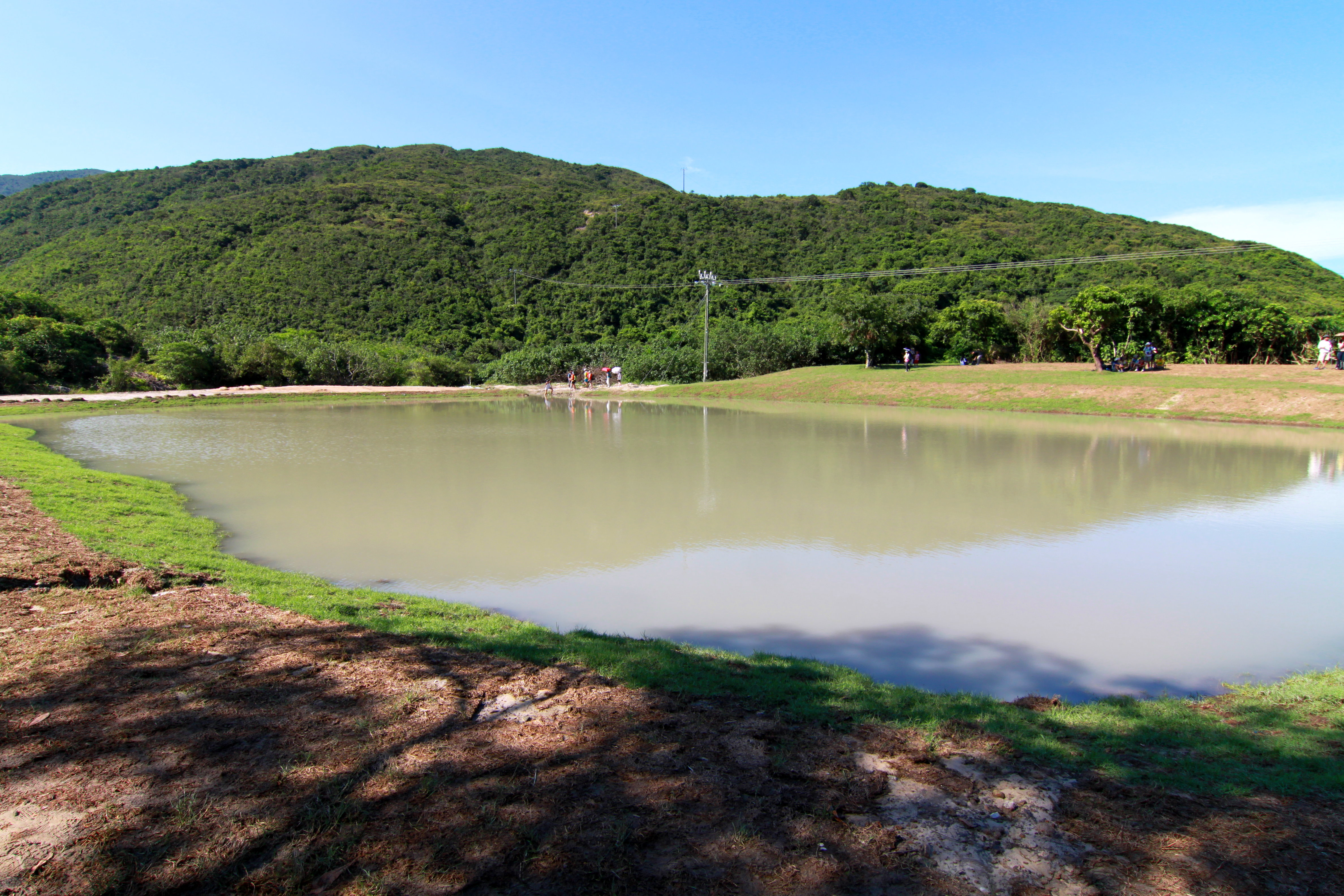
被開挖的人工湖

### 西灣開發事件
2010年7月，南華早報報導西灣一片10萬呎的地方被開發，興建私人別墅。該片土地為西灣舊村（西灣上村），位於西灣北部，麥理浩徑第二段之西。土地擁有者為蒙古能源主席魯連城，他以1千6百萬向村民購下該片土地。土地的植被全被清除，溪流亦被改道，附近石澗溪水混濁，疑是建築廢料污染所致。
事件引起大量市民關注，譴責工程的Facebook群組迅即有數萬人網民加入，多個環保團體亦要求發展商立即停止開發工程，並發起請願行動。政府在遂於8月正式刊登憲報，將西灣納入發展審批地區圖《大浪西灣發展審批地區草圖編號 DPA/SK-TLSW/1》，有效期三年[10]，禁止區內未經申請的工程發展。魯連城在輿論壓力下亦宣布停止工程。

## 交通
公園範圍主要由四條道路連接：
- 大網仔路由陸路往返公園必經之路，西面途經西沙路（往十四鄉及馬鞍山新市鎮）至西貢普通路
- 西貢萬宜路西端連接大網仔路東端及西貢西灣路西端，經萬宜水庫西壩、糧船灣洲至萬宜水庫東壩止
  - 新界專線小巴9A號線：只限公眾假期下午服務
- 西貢西灣路西端連接大網仔路東端及西貢萬宜路西端，經萬宜水庫北岸至西灣亭附近止
  - 居民巴士服務NR29線
- 北潭路連接大網仔路鯽魚湖起至黃石碼頭，為公園西面邊界
  - 九龍巴士94線
  - 九龍巴士96R線
  - 新界區專線小巴9號線

大網仔路由北潭涌起屬限制道路，只限政府車輛、指定公共交通車輛（包括市區的士及新界的士）或持許可證車輛進入
海路方面，有三條街渡服務連接：
- 黃石碼頭至塔門線，途經高流灣，部份班次途經赤徑
- 黃石碼頭至灣仔及赤徑（星期六及公眾假期服務）
- 馬料水至塔門

另外西貢碼頭亦有非法載客小艇往返浪茄、西灣、鹹田灣海灘（全部在沙灘登陸，需涉水及視乎潮汐情況），及黃石碼頭往返高流灣、赤徑、東心淇、土瓜坪（設公眾碼頭及/或渡頭）

## 颱風登陸
2017年7月23日的10時，熱帶風暴洛克在本郊野公園登陸。

## 相集

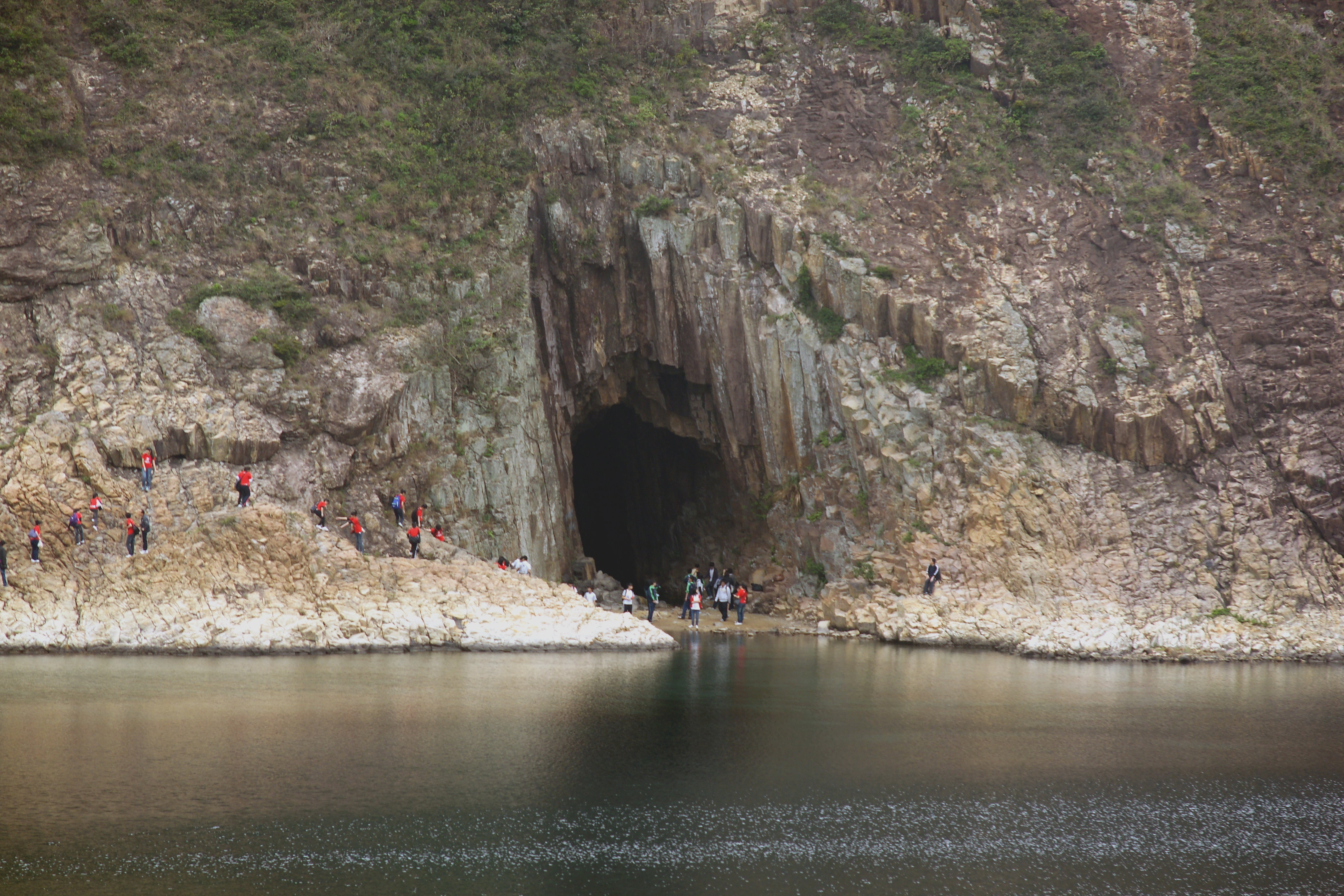
海蝕洞，位於萬宜東壩附近
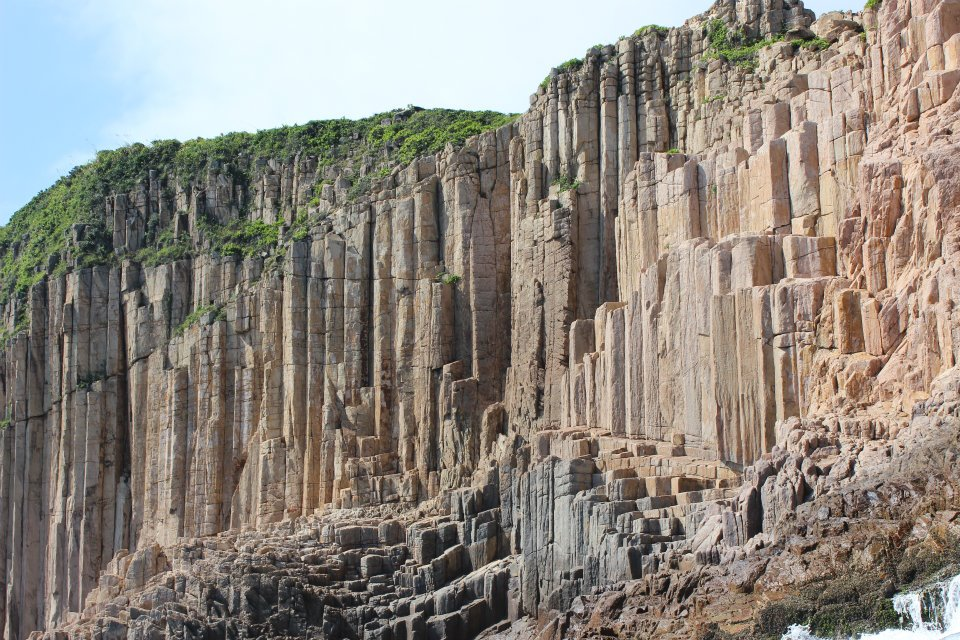
萬宜水庫東壩附近的六角火山凝灰岩石柱
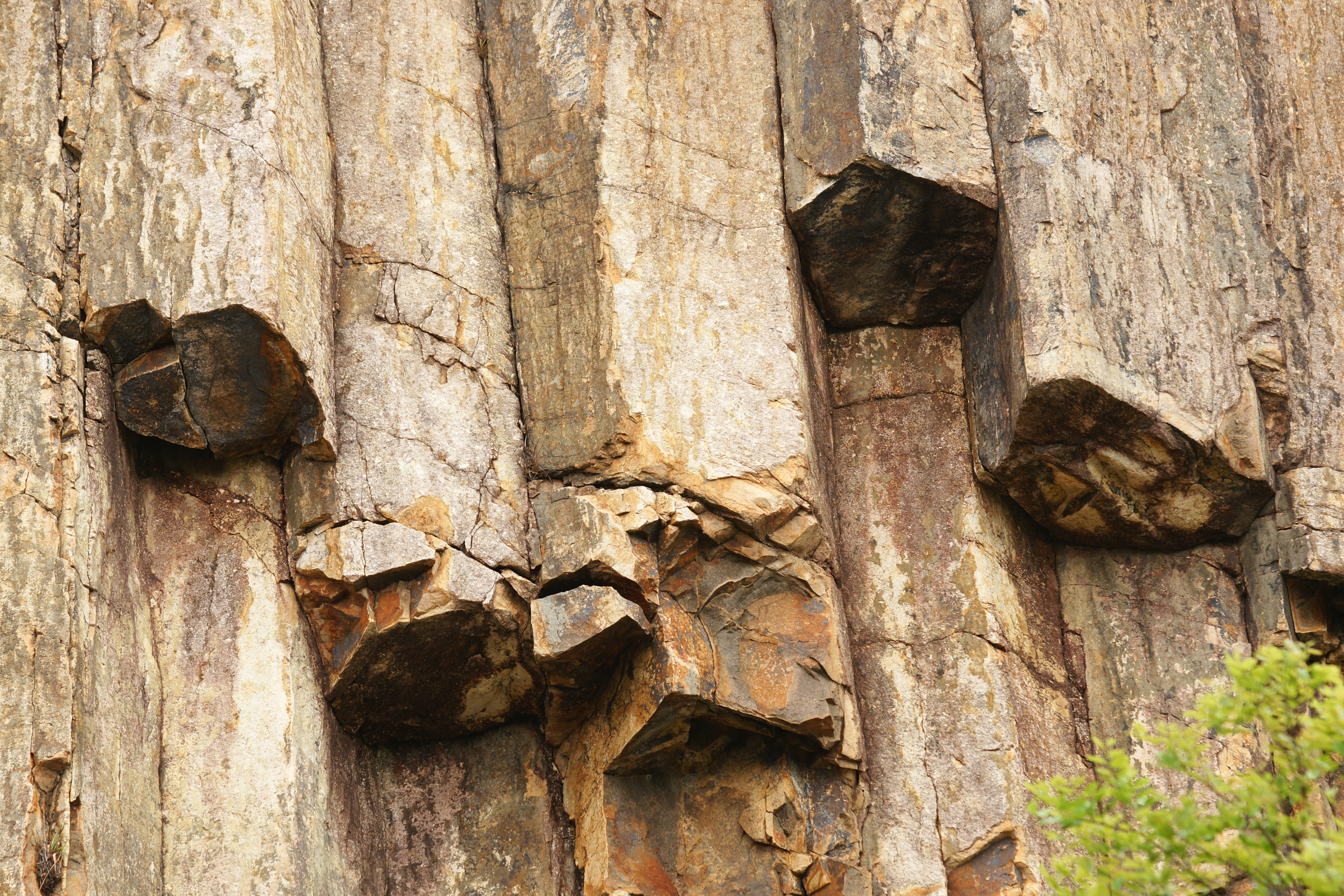
斷裂的六角形石柱，位於萬宜東壩附近
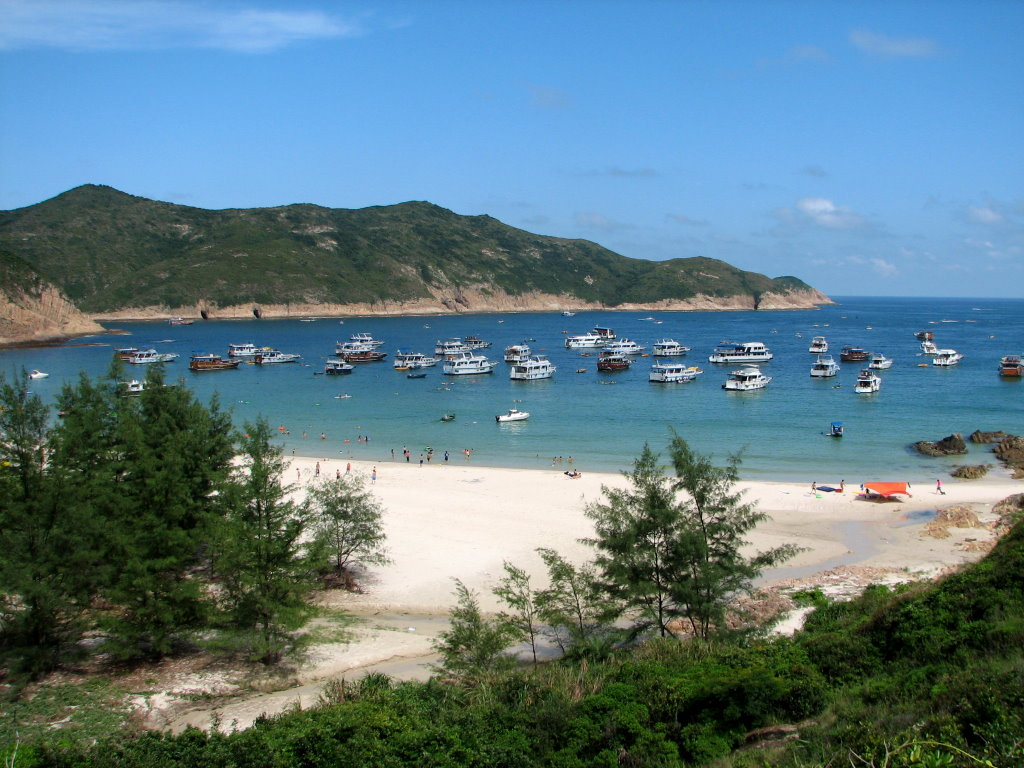
浪茄灣
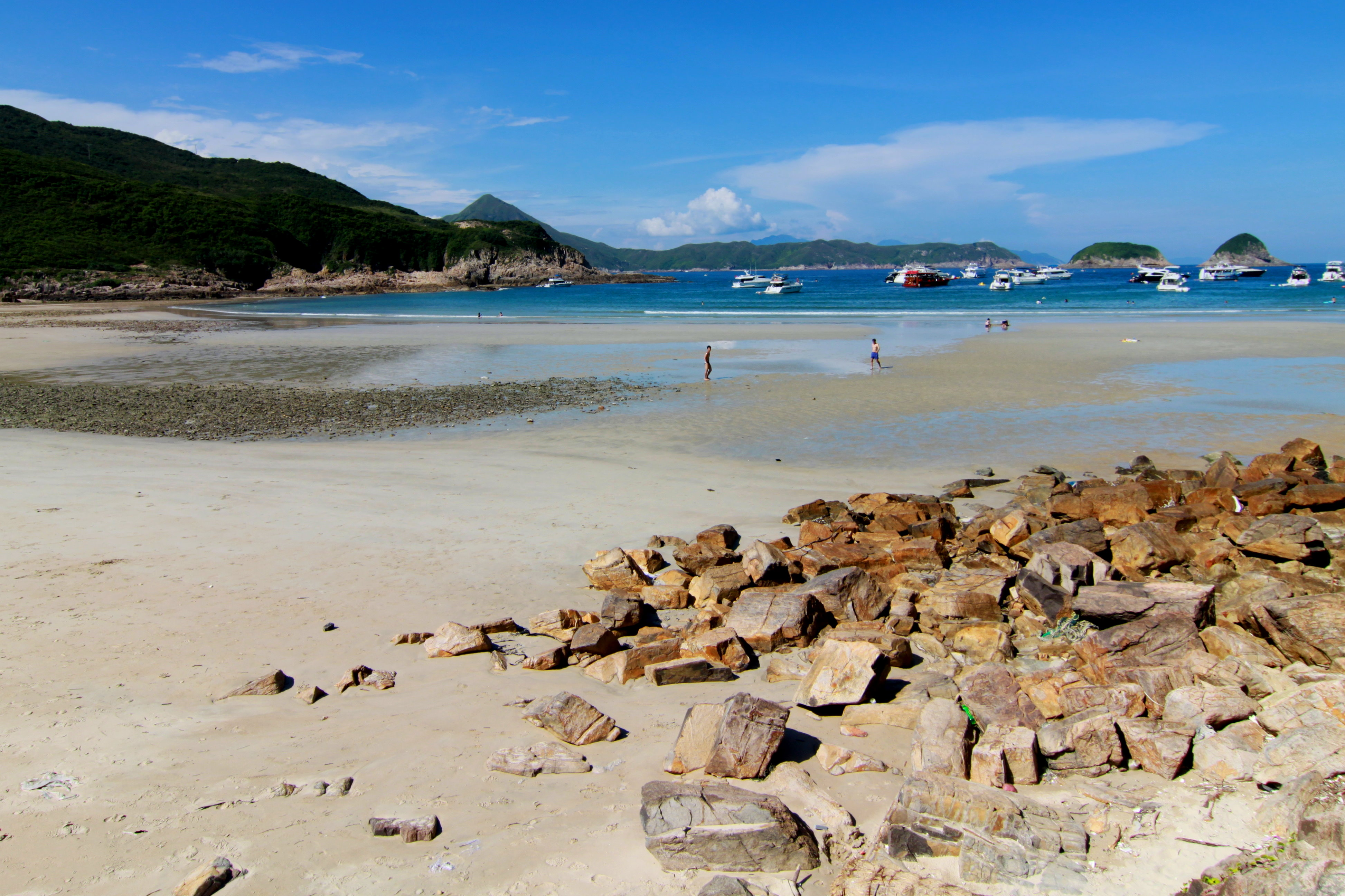
大浪西灣
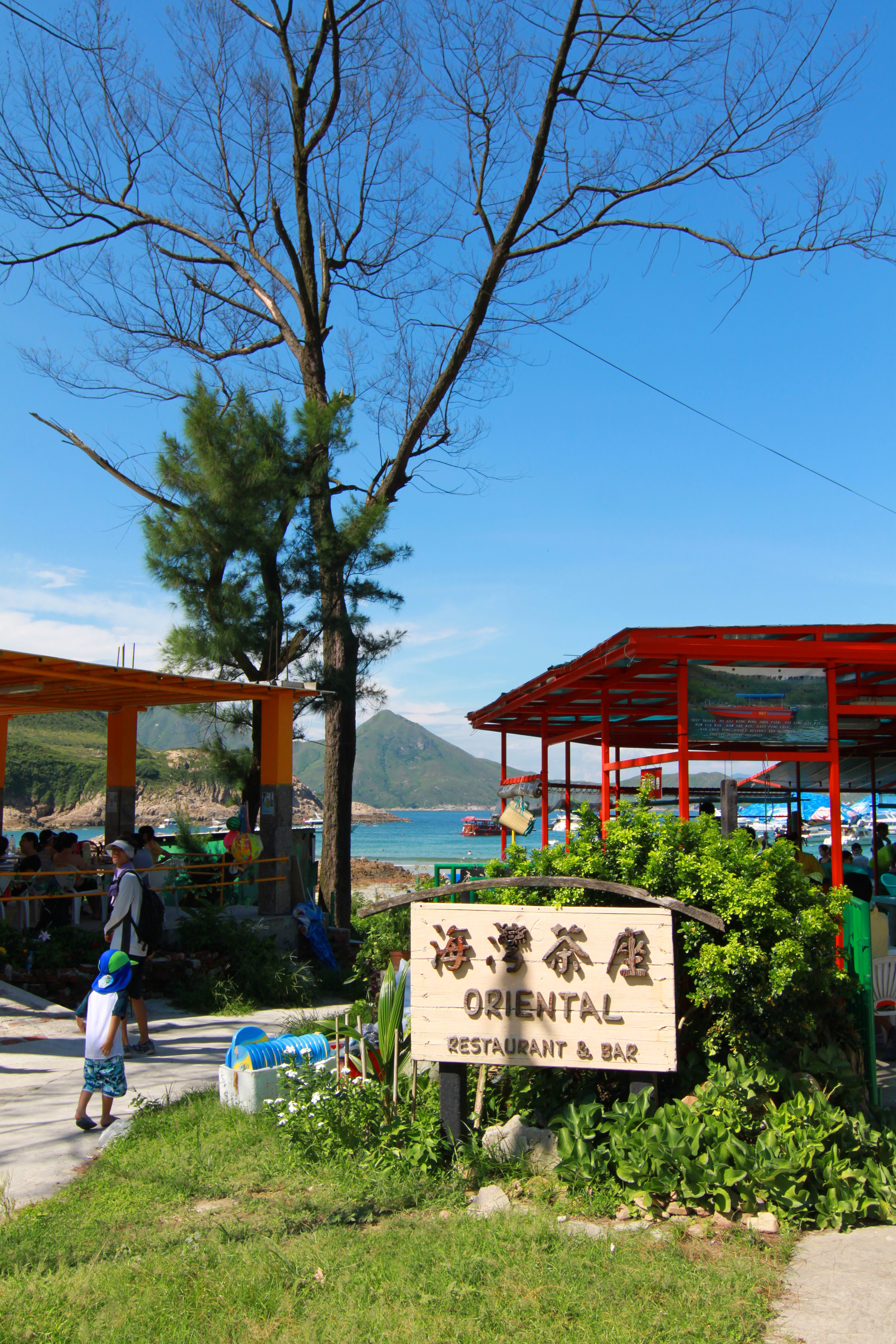
大浪西灣的海邊茶座
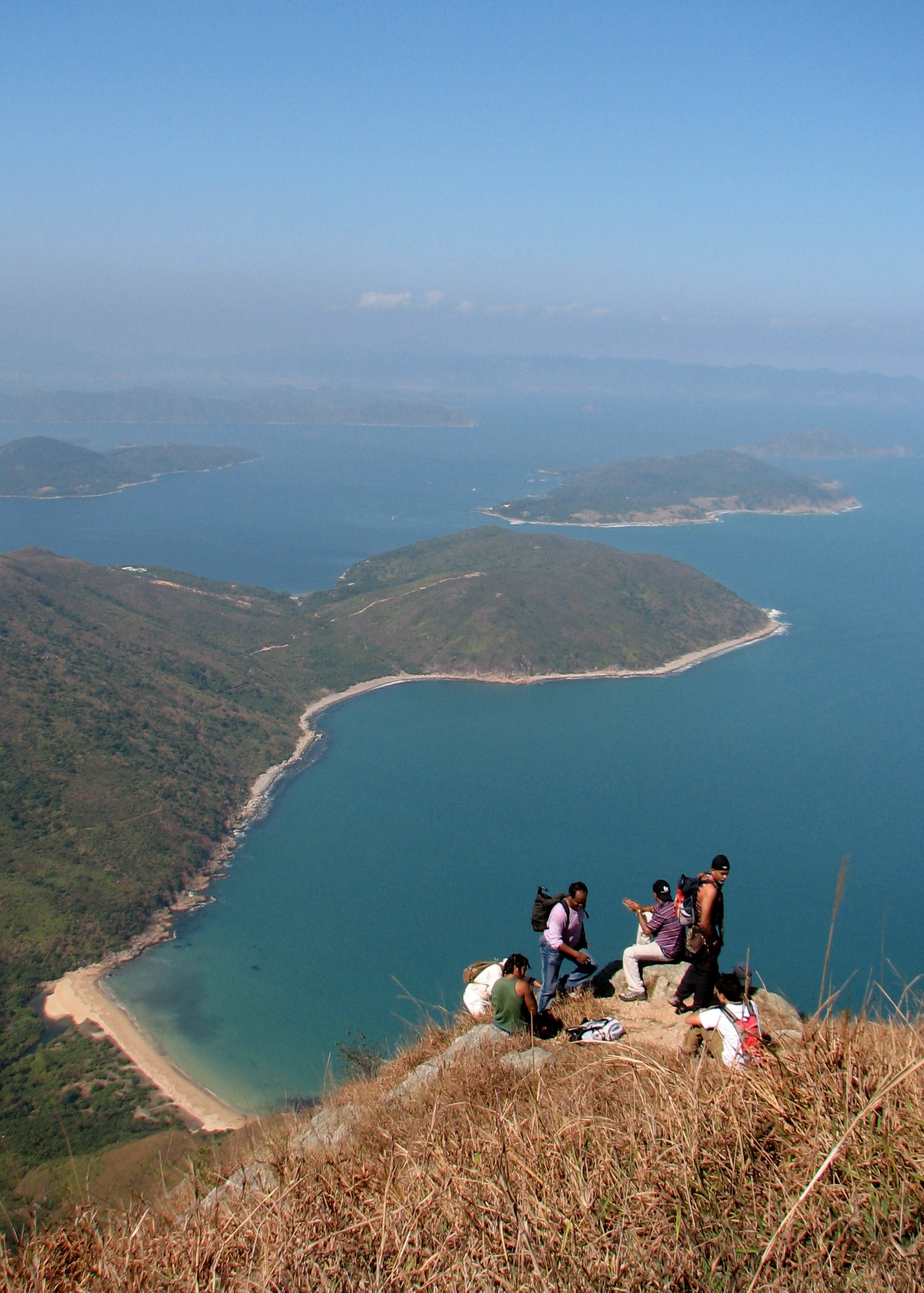
從蚺蛇尖山頂往北望，遠方的小島、中間的岬角及下方的海灘分別是塔門、蛋家灣及蚺蛇灣
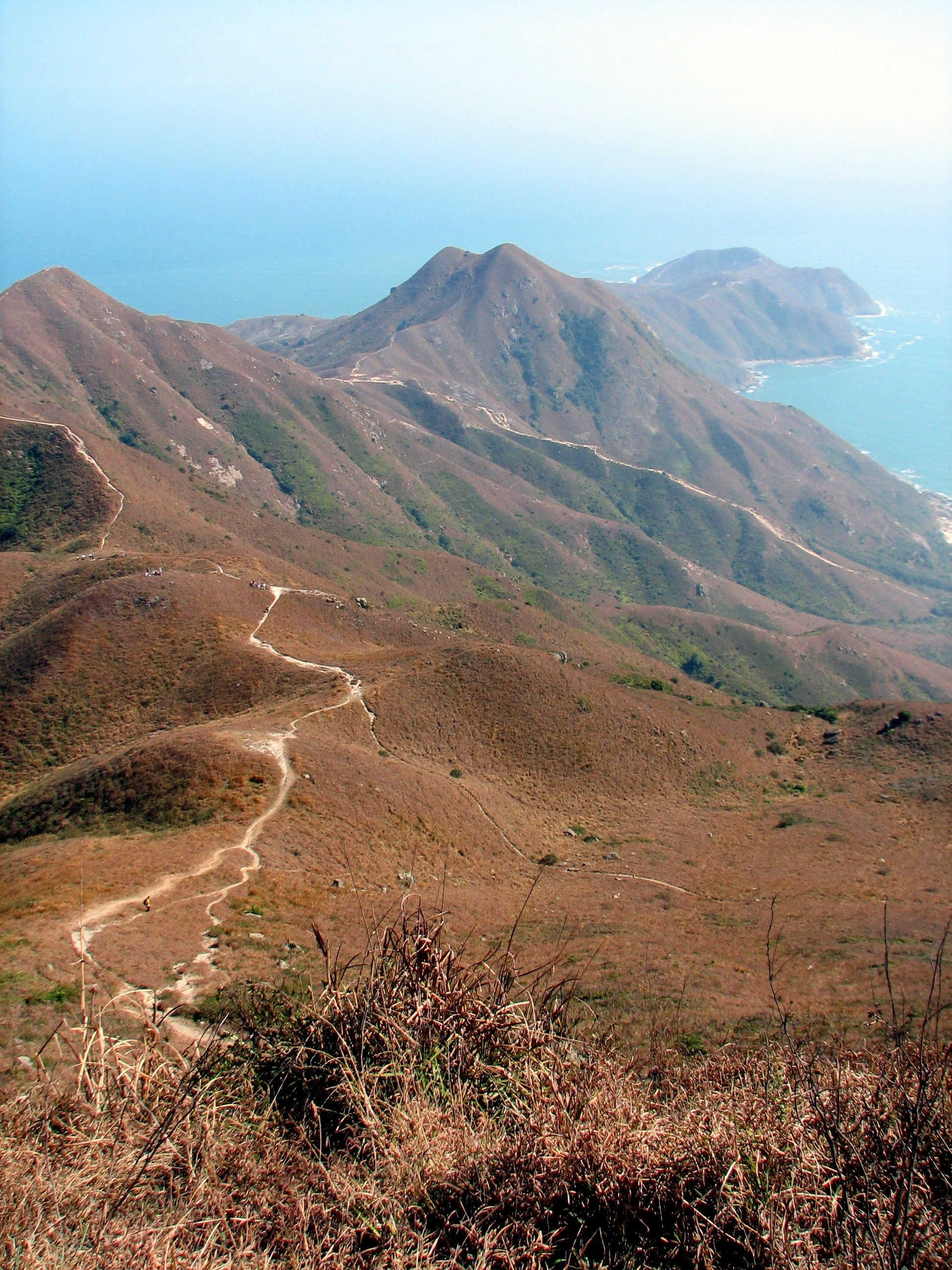
從蚺蛇尖山頂往東望，前方是東灣山及香港東極長咀
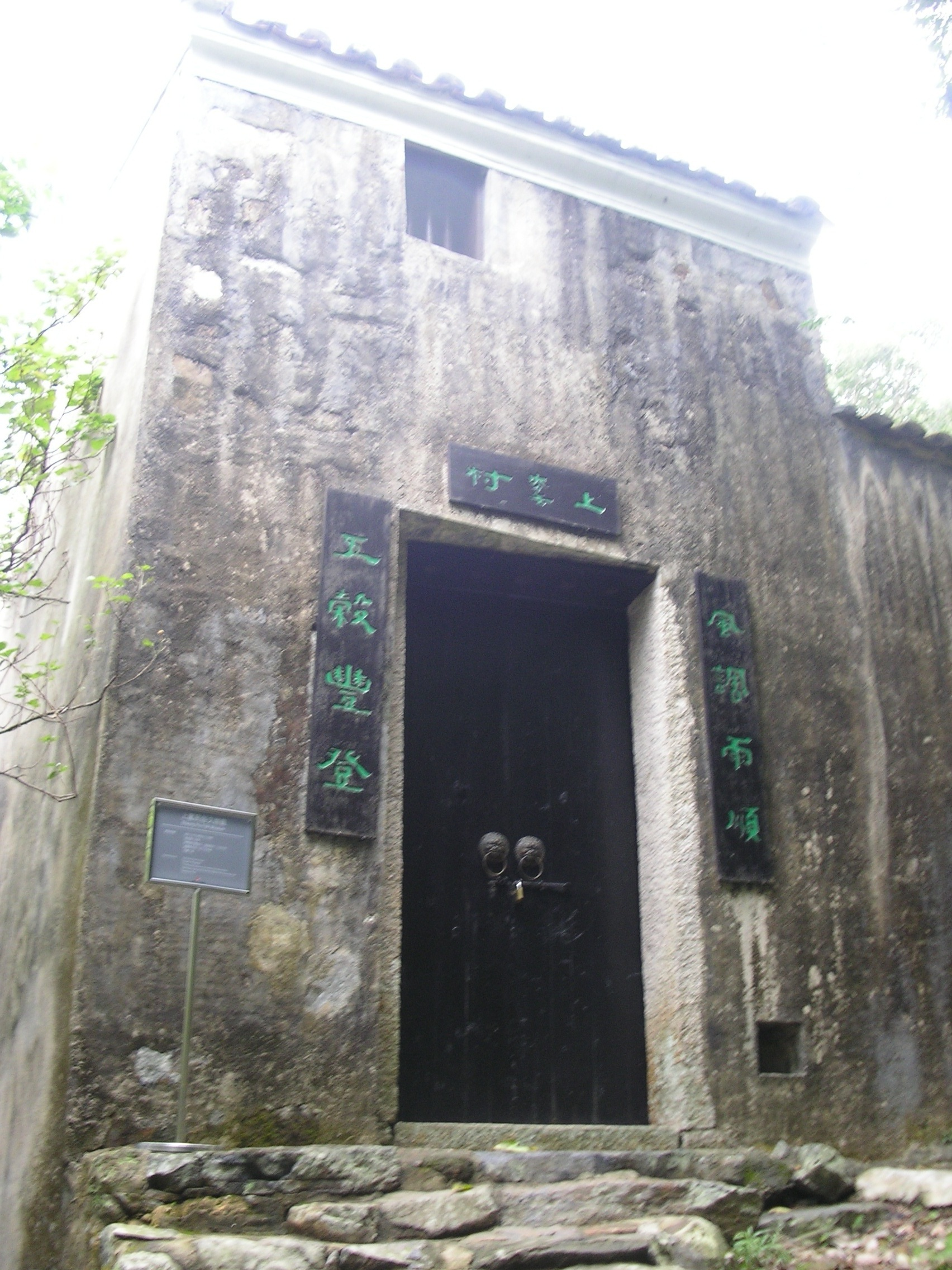
上窰民俗文物館的正門